# تأشير اللعبة المحمول
تأشير اللعبة المحمول (بالإنجليزية: Portable Game Notation - PGN)‏ هي صغية نصية بحتة قابلة للمعالجة بالحاسوب يتم فيها تسجيل مباريات الشطرنج والبيانات المتعلقة بها، وتدعمها العديد من البرامج.

## تاريخ
تم ابتكار صيغة PGN سنة 1993 بواسطة ستيفن ج. إدواردز واشتهرت أول مرة عبر مجموعة الأخبار ليوزنت rec.games.chess 

## استخدام
صممت صيغة PGN لتكون سهلة القراءة والكتابة بواسطة المستخدمين البشر، وسهلة التجزئة والإنشاء من قبل برامج الحاسوب، وتتم كتابة النقلات بواسطة التأشير الجبري ويأخذ الملف عادة اللاحقة ".pgn"

### مثال
صيغة PGN لمباراة الأوبرا بين مورفي والدوق كارل.
```
[Event "Paris"]
[Site "Paris FRA"]
[Date "1858.??.??"]
[EventDate "?"]
[Round "?"]
[Result "1-0"]
[White "Paul Morphy"]
[Black "Duke Karl / Count Isouard"]
[ECO "C41"]
[WhiteElo "?"]
[BlackElo "?"]
[PlyCount "33"]

1.e4 e5 2.Nf3 d6 3.d4 Bg4 4.dxe5 Bxf3 5.Qxf3 dxe5 6.Bc4 Nf6 7.Qb3 Qe7
8.Nc3 c6 9.Bg5 b5 10.Nxb5 cxb5 11.Bxb5+ Nbd7 12.O-O-O Rd8
13.Rxd7 Rxd7 14.Rd1 Qe6 15.Bxd7+ Nxd7 16.Qb8+ Nxb8 17.Rd8# 1-0

```

## روابط خارجية
- خصائص إنجاز ملف تاشير اللعبة المحمول، ستيفن ج. إدواردز
- دليل الخصائص القياسية لملف تاشير اللعبة المحمول.